# Gerhard Domagk
Gerhard Johannes Paul Domagk (n. 30 octombrie 1895, Łagów⁠(d), Świebodzin County⁠(d), Voievodatul Lubusz, Polonia – d. 24 aprilie 1964, Königsfeld im Schwarzwald, Republica Federală Germania) a fost un patolog și bacteriolog german, laureat al Premiului Nobel pentru Fiziologie sau Medicină în anul 1939.

## Viața
Gerhard Domagk s-a născut în Lagow, Brandenburg. Până la vârsta de 14 ani a urmat școala din Sommerfeld, unde tatăl său era director adjunct. După ce a urmat și școala din Silesia, a intrat la Universitatea din Kiel, unde a început studiul medicinei. În primul război mondial, în 1914, a fost rănit pe front și a fost trimis la serviciile sanitare, unde a lucrat în spitale din Rusia, ce tratau holera. În timpul petrecut în aceste spitale a fost profund marcat de suferința oamenilor cauzată de anumite boli infecțioase grave precum tifosul sau holera.
Experiența de pe front i-a încurajat opțiunea de a deveni medic și de a efectua cercetări în domeniul medical. În 1918, și-a reluat studiile întrerupte la Universitatea din Kiel, iar în anul 1921 a absolvit facultatea și și-a început cercetările, studiind creatina și creatinina sub observația profesorului Max Bürger .
Gerhard Domagk a descoperit, în timp ce lucra în laboratoarele I.G. Farbenindustrie, faptul că un colorant roșu, numit apoi „prontosil rubrum”, proteja șoarecii și iepurii de doze letale de stafilococi și streptococi hemolitici. Prontosilul era un derivat al sulfanilamidei, pe care chimistul vienez Gelmo o sintetizase în anul 1908. Totuși, Domagk nu a fost mulțumit de rezultat, neștiind dacă medicamentul va acționa la fel și asupra corpului uman. Nefericita infecție cu streptococi a uneia dintre fiicele sale s-a dovedit a fi șansa de a încerca medicamenul. Ca ultimă șansă, Domagk i-a administrat o doză de Prontosil, ce a dus la o vindecare completă. Această testare a medicamentului nu a fost însă menționată până în anul 1935, când clinicile au testat medicamentul pe pacienți. Mai târziu, doctorul Gerhard Domagk și-a dezvoltat cercetările în domeniile chimoterapiei și tuberculozei și a fost sigur de dezvoltarea acestor ramuri în viitor.
Domagk a introdus sulfamidele în chimioterapia infecțiilor bacteriene.
Pentru meritele sale prin descoperirea Prontosilului  primește în anul 1939 premiul Nobel în medicină.
Înmânarea premiului fiind împiedicată de ordinul lui Hitler, Domagk va mulțumi pentru această distincție, lucru care determină ulterior arestarea lui de fasciști. 
Abia în anul 1947 va primi de la regele Suediei Premiul Nobel, fără suma de bani care se acorda împreună cu premiul.
Lui Gerhard Domagk i s-au acordat numeroase doctorate onorifice în multe universități din lume, a devenit membru al Societății Regale din Marea Britanie în 1939 și membru onorific al Societății Germane de Dermatologie.
În anul 1949 Domagk este ales cetățean de onoare al provinciei Entre Ríos din Argentina, urmând aceeași cinstire în 1950 de orașul Verona, iar în 1951 de orașul Wuppertal, ca și alte nenumărate distincții .

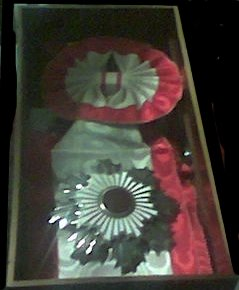
Ordinul răsărit de soare

## Distincții
- Emil-Fischer monedă memorială (1938)
- Addingham Medal Leeds (1938)
- Premiul Cameron Edinburgh (1939)
- Premiul Nobel în medicină (1939, înmânat în 1947)
- Medaglia Paterno Rom (1941)
- Medalia von-Klebelsberg și Premiul Budapesta (1941)
- Ordinul "El Sol del Peru" (1949)
- Ordinul Pour le mérite (pace) pentru știință și cultură (1952)
- Premiul Paul-Ehrlich (1956)
- Ordinul răsărit de soare, clasa a II-a, Japonia (1960)